# Język źródłowy
Język źródłowy – w praktyce tłumaczenia odnosi się do języka, z którego dokonywany jest przekład. Sformułowanie to jest antonimem wyrażenia „język docelowy”, które oznacza język, na który tłumaczenie jest wykonywane.
Język źródłowy często bywa drugim językiem tłumacza, podczas gdy język docelowy to zazwyczaj jego język ojczysty. Jednak w niektórych regionach, gdzie niewiele osób posługuje się językiem źródłowym jako drugim językiem, tłumacze częściej tłumaczą z języka ojczystego na język obcy. Przykładem jest sytuacja zawodowych tłumaczy słoweńskich – w 2005 roku aż 89% z nich tłumaczyło na swój drugi język, którym zazwyczaj był angielski.
Proces tłumaczenia z języka źródłowego obejmuje dokładną analizę tekstu oryginalnego, co ma na celu pełne zrozumienie jego treści i kontekstu przed przystąpieniem do pracy nad tłumaczeniem. Szczególnie w przypadku tekstów specjalistycznych, takich jak prawnicze czy techniczne, tłumacz musi wykazać się zarówno biegłością w języku źródłowym, jak i znajomością specyficznej terminologii związanej z daną dziedziną.